# Garden City Regional Airport

i7
i11
i13
Der Garden City Regional Airport  (IATA-Code: GCK, ICAO-Code: KGCK)  ist der Flughafen der Stadt Garden City im US-amerikanischen Bundesstaat Kansas. 

## Geschichte
Während des Zweiten Weltkriegs nutzten die Luftstreitkräfte der Vereinigten Staaten von Amerika den Flughafen Garden City als Übungsflugplatz für das Army Air Forces Flying Training Command, Gulf Coast Training Center. Die Anlage wurde Garden City Army Airfield genannt.
Im Dezember 2011 erhielt American Eagle Airlines im Rahmen des EAS-Programms den Zuschlag für zwei tägliche Non-Stop-Flüge nach Dallas-Fort Worth.

## Flughafenanlagen
Der Flughafen hat eine Fläche von 748 Hektar und liegt auf 881 Metern MSL.
Er hat zwei aus Beton bestehende Landebahnen, 17/35 welche 2225 m lang ist und 12/30 welche 1737 m lang ist.

## Fluggesellschaften und Ziele
Der Flughafen wird durch American Eagle bedient, welche nach Dallas-Fort Forth fliegt (Stand: April 2025).